# イオンタウン平賀
イオンタウン平賀（イオンタウンひらか）は、青森県平川市小和森にある、イオンタウンが管理するショッピングセンターである。

## 概要
2008年5月29日にマックスバリュ東北が運営・管理するクローズドモール型の商業施設「イオンタウン平賀ショッピングセンター」を開業した。1階建ての本館、テナント棟1、ホームセンター棟、ガソリンスタンドで構成する、平川市最大の商業施設である。
当ショッピングセンターは、2012年7月23日にイオンタウンたかのすショッピングセンター（秋田県北秋田市）と、イオンタウン大曲福田ショッピングセンター（秋田県大仙市）とともにイオンタウンへ譲渡され、9月1日から名称を「イオンタウン平賀」に変更してイオンタウンが管理・運営を行っている。

## アクセス
- 最寄駅:弘南鉄道 弘南線 平賀駅
- 高速道路:東北自動車道 黒石IC・大鰐弘前IC

青森県道13号大鰐浪岡線沿い、青森県立柏木農業高等学校近く

#### 広報資料・プレスリリースなど一次資料
1. 1 2 3 4  『マックスバリュ東北所有3SC譲受について』（PDF）（プレスリリース）イオンタウン株式会社、2012年9月3日。